# Xã Acme, Michigan
Xã Acme (tiếng Anh: Acme Township) là một xã thuộc quận Grand Traverse, tiểu bang Michigan, Hoa Kỳ. Năm 2010, dân số của xã này là 4.375 người.